# Ducado de Samogitia
El Ducado de Samogitia (lituano: Žemaičių seniūnija, samogitiano: Žemaitėjės seniūnėjė, polaco: Księstwo żmudzkie)  fue una unidad administrativa del Gran Ducado de Lituania desde 1422 (y desde 1569, un país miembro de la Mancomunidad Polaco-Lituana). Entre 1422 y 1441. El Gran Duque de Lituania también ostentaba el título de Duque de Samogitia, aunque el gobernante real de la provincia, responsable ante el Duque, era conocido como el Anciano General. (Seniūnas) de Samogitia.

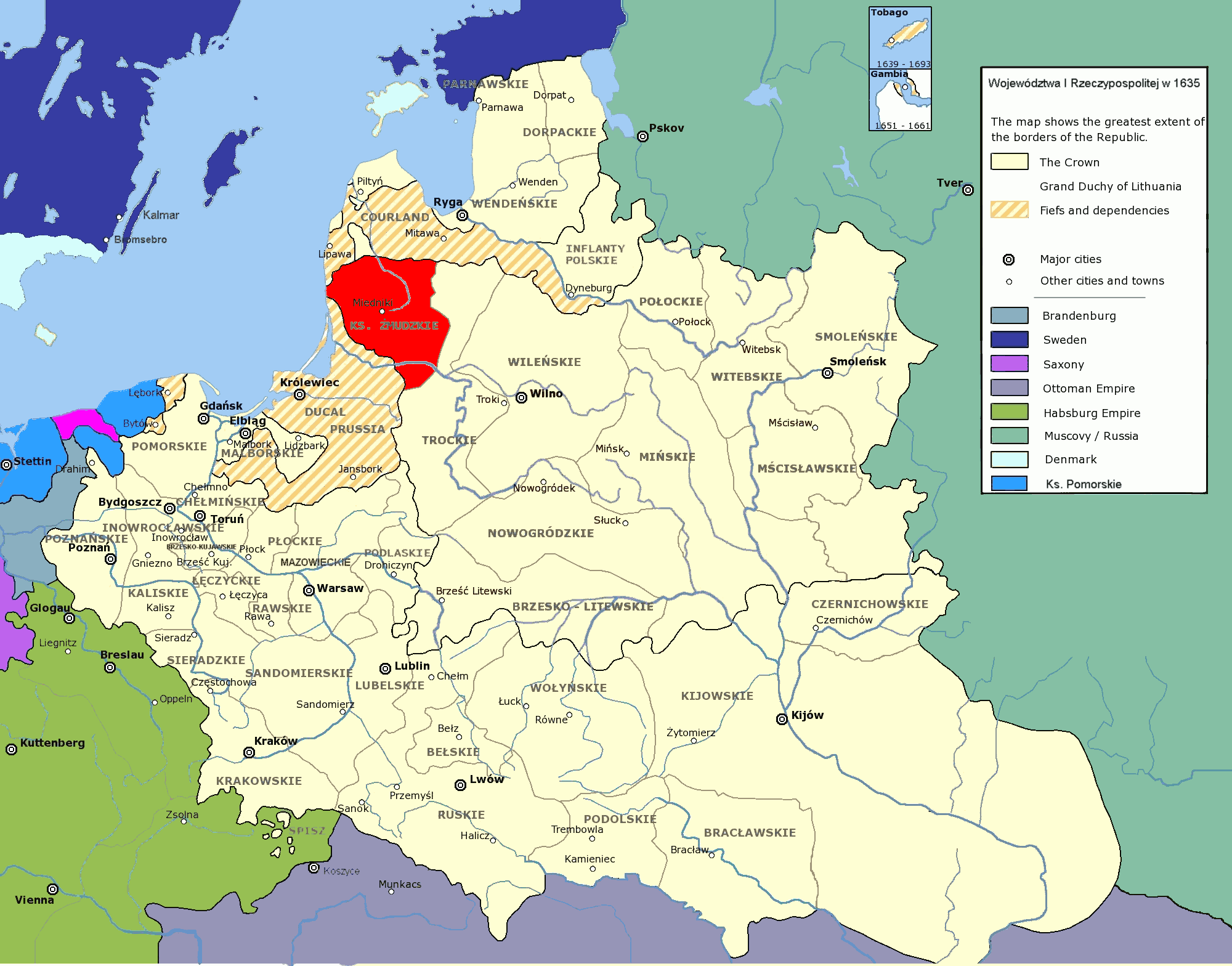
Samogitia en color rojo durante la Mancomunidad Polaco-Lituana

El Ducado estaba ubicado en la parte occidental de la actual República de Lituania. Históricamente, en el oeste tenía acceso al Mar Báltico; en el norte, limitaba con el Ducado de Curlandia y Semigalia y la Prusia Ducal en el sur. Durante la Edad Media y hasta la última partición en 1795, Samogitia tenía fronteras claramente definidas como el Ducado de Samogitia. Posteriormente, el área abarcó la diócesis de Samogitia. Hoy, Samogitia es una de varias regiones etnográficas y no está definida administrativamente.

## Nombre
Samogitia es una versión latinizada del nombre Žemaitija, que significa "las Tierras Bajas" en oposición a Aukštaitija para "las Tierras Altas". En la Edad Media, los nombres Samaiten, Samaitae, Zamaytae, Samogitia, Samattae, Samethi se utilizaron en fuentes alemanas y latinas. Ellos, junto con otras variantes Schmudien, Schamaiten (alemán) y Żmudź (polaco), se derivan todos del lituano Žemaičiai, marcar. Žemaitiai / Žemaitei.

## Geografía

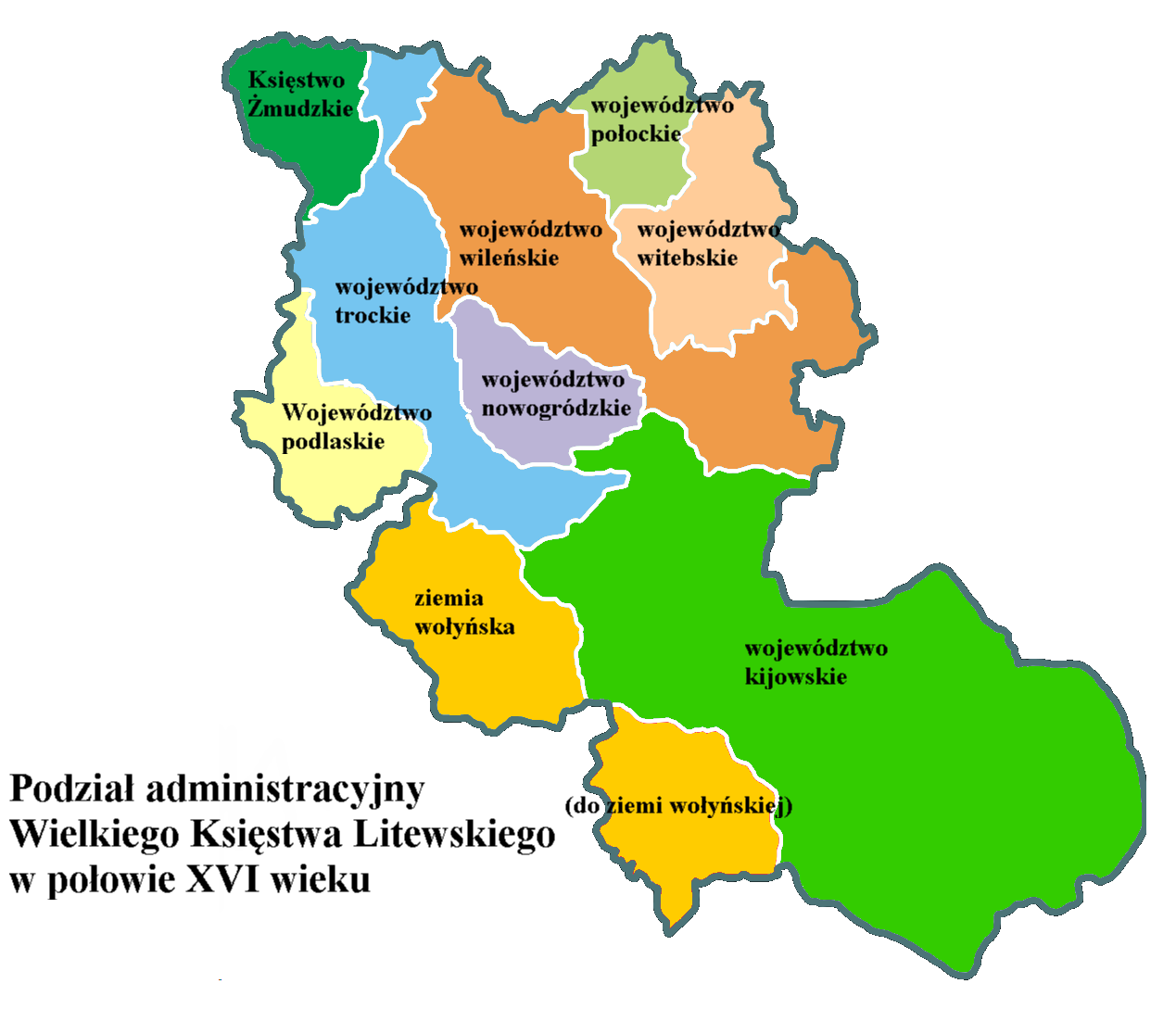
Ducado de Samogitia en Lituania años antes de la union de Lublin.

El ducado estaba ubicado en lo que hoy son varios condados ( apskritis) en Lituania: una pequeña parte del condado de Kaunas (Kauno Apskritis), la parte occidental del condado de Šiauliai (Šiaulių Apskritis), el condado de Tauragė (Tauragės Apskritis), el condado de Telšiai (Telšių Apskritis), la parte norte del condado de Klaipėda (Klaipėdos Apskritis) y la parte norte del condado de Marijampolė (Marijampolės Apskritis).
La mayor parte de Samogitia se encuentra en la altiplanicie occidental. Las tierras bajas a las que se hace referencia en su nombre se encuentran en la frontera entre Samogitia y el este de Lituania, a lo largo del río Nevėžis.

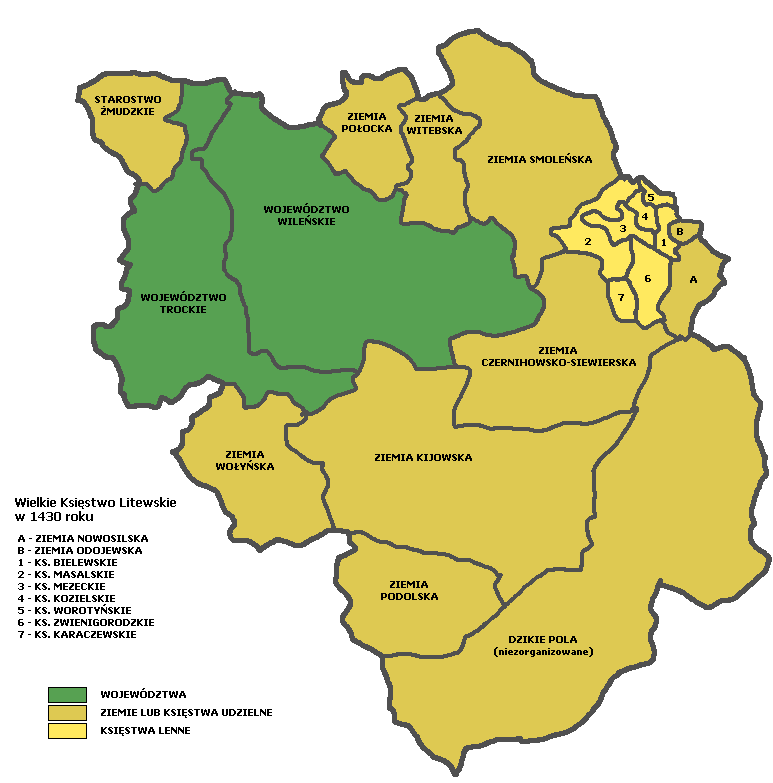
Samogitia en 1430 (en la parte superior). al oeste del Voivodato de Trakai.

El Ducado de Samogitia tenía el tamaño de aproximadamente 25.700 kilómetros cuadrados.

## Historia
Antes de la formación del estado lituano, Samogitia estaba gobernada por sus nobles locales. Una crónica menciona a dos duques de Samogitia en 1219 como signatarios del Tratado con Volinia.
Desde la formación del Gran Ducado de Lituania en el siglo XIII, Samogitia fue su territorio dependiente, sin embargo, a veces la influencia del Gran Duque lituano fue muy limitada. Durante el gobierno del primer rey lituano, Mindaugas, los samogitianos siguieron una política exterior independiente y continuaron luchando con los Caballeros de la Espada incluso después de que el rey Mindaugas firmara un tratado de paz con ellos.
Samogitia durante 200 años desempeñó un papel crucial en detener la expansión de la Orden Teutónica y derrotó a los Caballeros de la Espada en la Batalla de Saule (1236) y a la Orden de Livonia en la Batalla de Skuodas (1259), y la Batalla de Durbe ( 1260).
En la atmósfera de feroces batallas con los Caballeros Teutónicos, los gobernantes lituanos Jogaila y Vitautas cedieron varias veces Samogitia a la Orden Teutónica en 1382, 1398 y 1404. Sin embargo, los Caballeros Teutónicos no lograron subyugar la tierra y los samogitianos se rebelaron en 1401. y 1409. Tras las derrotas en la batalla de Grunwald (1410) y las guerras posteriores, en 1422 el Orden Teutónica cedió Samogitia al Gran Ducado de Lituania bajo el Tratado de Melno .
Los samogitianos fueron los últimos en Europa en aceptar el cristianismo en 1413. Durante la cristianización de Samogitia, ninguno de los clérigos que llegaron a Samogitia con Jogaila pudo comunicarse con los nativos, por lo que el mismo Jogaila enseñó a los samogitianos sobre el catolicismo, por lo que él pudo comunicarse en el dialecto samogitiano del idioma lituano. 
El Gran Duque de Lituania Casimiro Jagellon reconoció la autonomía de Samogitia en el Gran Ducado de Lituania y luego otorgó un privilegio al Anciano de Samogitia para elegir a su propio anciano (starost) en 1441.
Debido a sus prolongadas guerras con la Orden Teutónica, Samogitia había desarrollado una estructura social y política diferente al resto de Lituania. Tenía una mayor proporción de agricultores libres y propiedades más pequeñas que en el este de Lituania.
Como ocurre con la mayor parte de la Mancomunidad Polaco-Lituana, Samogitia sufrió las consecuencias de la invasión sueca de la Mancomunidad (el Diluvio, mediados del siglo XVII). Su población se redujo de cerca de 400.000 a unos 250.000; solo para volver a 400,000 a fines del siglo XVIII. 
Después de la anexión de Lituania por parte de la Rusia imperial , Samogitia se incluyó en la gobernación de Vilna (el extremo sur se separó para Nueva Prusia Oriental, etc.); en 1843 se transfirió a una Gobernación de Kovno recién establecida. A principios del siglo XIX, Samogitia fue el centro del renacimiento nacional lituano, que destacó la importancia del idioma lituano y se opuso a la rusificación y la polonización.

## Ancianos de Samogitia
Los Starosts Generales de Samogitia (equivalentes de Voivodas ) incluyeron:
- Rumbaudas Valimantaitis (1386-1413) (?)
- Mykolas Kęsgaila (1412–1432, 1440–1441, 1443–1450)
- Jonas Kęsgaila (1451-1485)
- Stanislovas Kęsgaila (1486-1527)
- Stanislovas Kęsgaila (1527-1532)
- Jan Radziwiłł (1535-1542)
- Maciej Janowicz Kloczko (1542-1543)
- Jerzy Bilewicz (1543-1544)
- Jerónimo Chodkiewicz (1545-1561)
- Jan Hieronim Chodkiewicz (1563-1579)
- Jan Kiszka (1579-1592)
- Jerzy Chodkiewicz (1590-1595)
- Stanislaw Radziwiłł (1595-1599)
- Jan Karol Chodkiewicz (1599-1616)
- Jerónimo Walowicz (1619-1636)
- Jan Alfonso Lacki (1643-1646)
- Jerzy Karol Hlebowicz (1653-1668)
- Alejandro Polubinski (1668-1669)
- Wiktoryn Konstanty Mleczko (1670-1679)
- Kazimierz Jan Sapieha (1681-1682)
- Piotr Michael Pac (1684-1696)
- Grzegorz Antoni Oginski (1698-1709)
- Kazimierz Jan Horbowski (1710-1729)
- Józef Tyszkiewicz (1742-1754)
- Jan Mikolaj Chodkiewicz (1767-1781)
- Antoni Gielgud (1783-1795)
- Michał Giełgud (1795–1808)